# Franz De Vestel
Franz De Vestel, né à Bruges le 4 novembre 1857 et mort à Bruxelles le 2 avril 1932, est un architecte belge.

## Biographie
Franz De Vestel est le fils de l'entrepreneur brugeois François De Vestel–De Lille (Bruges 1814 – Saint-Gilles (Bruxelles) 1888) qui s'est chargé du chantier cyclopéen du Palais de Justice de Bruxelles, œuvre majeure de Joseph Poelaert.
Il se forma tant à l'Académie royale des beaux-arts de Bruxelles qu'auprès des maîtres éminents que furent Émile Janlet et Henri Beyaert, qui marquèrent son style dans la tradition dite nationale. L'influence de Beyaert fut marquante et comme l'écrit l'historien de l'architecture Éric Hennaut : "il en retient surtout la richesse ornementale, le travail pittoresque sur la silhouette et les matériaux qui caractériseront la plupart de ses œuvres". 
Parmi ses créations figure le monument à Charles de Coster orné des sculptures de Charles Samuel aux étangs d'Ixelles.
Franz De Vestel fut professeur à l'Université libre de Bruxelles.
Il est l'oncle de l'architecte Lucien De Vestel.